# Guinée pour tous
Guinée pour tous (GPT) est un parti politique guinéen. 
C'est l'un des 24 partis ayant participé à l'élection présidentielle de 2010. Son candidat, Ibrahima kassory Fofana, ancien premier ministre et ancien ministre de l'économie, est éliminé au 1er tour, avec 0,66% des suffrages et occupant la 11e place du premier tour.
Pour le second tour de l'élection présidentielle de 2010, c'est l'un des 44 partis qui rejoignent la coalition RPG-Arc-en-Ciel d'Alpha Condé.
En 2013, il participe aux élections législative et le parti obtient de 1,5% de voix et un siège et l'honorable Habib Baldé siègera au compte du partie.
En mai 2018, le parti est dissous et les militants sont inviter à rejoindre la formation présidentielle RPG-Arc-en-Ciel.

## Annexe